# Chulas Fronteras
Pour plus de détails, voir Fiche technique et Distribution.
Chulas Fronteras est un film américain réalisé par Les Blank, sorti en 1976.

## Synopsis
Un film documentaire sur musique norteña des deux côtés de la frontière entre les États-Unis et le Mexique.

## Fiche technique
- Titre : Chulas Fronteras
- Réalisation : Les Blank
- Photographie : Les Blank
- Montage : Les Blank et Maureen Gosling
- Production : Chris Strachwitz
- Société de production : Brazos Films et Les Blank Films
- Société de distribution : Brazos Films (États-Unis)
- Pays de production :  États-Unis
- Genre : Documentaire
- Durée : 58 minutes
- Date de sortie : 
  - États-Unis : 30 décembre 1976

## Distinctions
Le film a été inscrit au National Film Registry en 1993.